# Melampyrum mulkijanianii
Melampyrum mulkijanianii är en snyltrotsväxtart som beskrevs av T.N. Popova. Melampyrum mulkijanianii ingår i släktet kovaller, och familjen snyltrotsväxter. Inga underarter finns listade i Catalogue of Life.